# San Miguel Monteverde
San Miguel Monteverde är en ort i Mexiko.   Den ligger i kommunen San Antonino Monte Verde och delstaten Oaxaca, i den sydöstra delen av landet, 250 km sydost om huvudstaden Mexico City. San Miguel Monteverde ligger 2 176 meter över havet och antalet invånare är 1 857.
Terrängen runt San Miguel Monteverde är kuperad åt nordväst, men åt sydost är den bergig. Runt San Miguel Monteverde är det ganska glesbefolkat, med 48 invånare per kvadratkilometer. Närmaste större samhälle är San Andrés Dinicuiti, 18,8 km norr om San Miguel Monteverde. I omgivningarna runt San Miguel Monteverde växer i huvudsak blandskog.